# Мухтар (статус)
Мухтар (араб. مختار‎ избранник) — деревенский или квартальный староста в некоторых арабских странах, в Турции и на Кипре. Обычно избирается населением. Сегодня имеет полномочия муниципального служащего. В ряде случаев термин используется как имя или прозвище (см. Мухтар).
В Османской империи должность мухтара была введена в 1864 году. Должность была введена с целью ослабить роль шейхов и укрепить свои позиции.
В деревнях, где жило несколько кланов (хамул) могло быть несколько (до 11) мухтаров, которые либо избирались, либо назначались властями.
Во время британского мандата в Палестине англичание отменили статус мухтара, однако и сегодня в некоторых деревнях (где отсутствует муниципальный совет) главой деревни считается мухтар.